# Lucien Guichon
Pour les articles homonymes, voir Guichon.
Lucien Guichon, homme politique français, né le 9 février 1932 à Oyonnax (Ain), et mort dans la même ville le 18 août 2012.
Il est inhumé dans sa ville natale le 22 août 2012.

## Biographie
Il est réélu député le 16 juin 2002, pour la XIIe législature (2002-2007), dans la 2e circonscription de l'Ain. Il fait partie du groupe UMP.

## Mandats
| Début                       | Fin        | Mandat                                               |
| --------------------------- | ---------- | ---------------------------------------------------- |
| Maire, conseiller municipal |            |                                                      |
| 01/04/1983                  | 12/03/1989 | Maire d'Oyonnax (Ain)                                |
| 17/03/1989                  | 18/06/1995 | Maire d'Oyonnax (Ain)                                |
| 25/06/1995                  | 18/03/2001 | Maire d'Oyonnax (Ain)                                |
| Conseiller général          |            |                                                      |
| 22/03/1985                  | 27/06/1988 | Vice-président du conseil général de l'Ain           |
| Conseiller régional         |            |                                                      |
| 17/03/1986                  | 26/09/1986 | Membre du conseil régional de Rhône-Alpes            |
| Député                      |            |                                                      |
| 21/09/1986                  | 14/05/1988 | Député de l'Ain (suppléant sur liste départementale) |
| 13/06/1988                  | 01/04/1993 | Député de l'Ain (2e circonscription)                 |
| 02/04/1993                  | 21/04/1997 | Député de l'Ain (2e circonscription)                 |
| 01/06/1997                  | 18/06/2002 | Député de l'Ain (2e circonscription)                 |
| 18/06/2002                  | 20/06/2007 | Député de l'Ain (2e circonscription)                 |

## Assemblée nationale
Commissions permanentes :
- VIIIe législature (1986-1988) : membre de la Commission de la production et des échanges à partir du 3 avril 1987, appartenance anétrieure à une commission non connue ;
- IXe législature (1988-1993) : membre de la Commission de la production et des échanges
- Xe législature (1993-1997) : membre de la Commission de la production et des échanges
- XIe législature (1997-2002) : membre de la Commission de la production et des échanges
- XIIe législature (2002-2007) : membre de la Commission des affaires économiques

Commissions spéciales :
- Xe législature : du 18 octobre 1995 au 21 avril 1997, membre de la Commission d'enquête sur l'immigration clandestine et le séjour irrégulier d'étrangers en France